# Scarpa d'oro 1997

Ronaldo, vincitore della Scarpa d'oro 1997.

La Scarpa d'oro 1997 è il riconoscimento calcistico che è stato assegnato al miglior marcatore assoluto in Europa tenendo presente le marcature segnate nel rispettivo campionato nazionale per il valore del coefficiente UEFA nella stagione 1996-1997. Il vincitore del premio è stato Ronaldo del Barcellona con 34 reti nella Primera División.

## Classifica finale
| Campionato | Nome        | Gol | C-UEFA | Punti | Squadra     |
| ---------- | ----------- | --- | ------ | ----- | ----------- |
| 1          | Ronaldo     | 34  | x2     | 68    | Barcellona  |
| 2          | Jardel      | 30  | x2     | 60    | Porto       |
| 3          | Hakan Şükür | 38  | x1.5   | 57    | Galatasaray |